# Pioneer Balloon
Pioneer Balloon (パイオニアバルーン?, Paionia Barūn) è un videogioco sparatutto a scorrimento orizzontale per arcade, edito nel 1982 da SNK.

## Modalità di gioco
Pioneer Balloon eredita in parte le meccaniche di Fantasy. Nel titolo il giocatore pilota con il joystick una mongolfiera che sorvola i territori del selvaggio West. Essa, sganciando tre bombe alla volta è in grado di colpire ed eliminare stormi di uccelli e nemici sottostanti come carovane che sparano razzi, nativi che lanciano boomerang, scimmie che tirano pietre su una zattera e cavalli con cannoni. Nel caso la mongolfiera esaurisca il suo carburante o venisse centrata dall'attacco del nemico, una vita viene persa. Superati tutti questi pericoli, il giocatore arriva ad un forte dove dovrà atterrare in sicurezza in modo da ottenere un bonus. Dopo ciò la sessione si ripete ma con difficoltà crescente.